# San Carlos del Zulia (paroisse civile)
Ne doit pas être confondu avec San Carlos del Zulia (Venezuela).
San Carlos del Zulia est l'une des cinq paroisses civiles de la municipalité de Colón dans l'État de Zulia au Venezuela. Sa capitale est San Carlos del Zulia, chef-lieu de la municipalité.